# Lampria bicincta
Lampria bicincta là một loài ruồi trong họ Asilidae. Lampria bicincta được Walker miêu tả năm 1860. Loài này phân bố ở vùng Tân nhiệt đới.